# Сонмох барвистий
Сонмох барвистий (Hypnum callichroum) — вид мохів порядку гіпнобрієвих (Hypnales).

## Поширення
Ареал охоплює такі частини світу: Європа, Азія, Північна Америка.
Населяє ліси й відкриту місцевість, епіфітно чи наземно; на висотах від 0 до 1500 метрів.

## Характеристика
Рослини середнього розміру, від світло-зеленого до жовто-зеленого кольору. Стебла 2–6 см, жовті чи зелені, лежачі чи висхідні, правильно чи неправильно перисті, гілки 0.2–1 см. Стеблові листки від яйцеподібних до яйцеподібно-ланцетних, поступово звужені до верхівки, 1.5–2 × 0.7–0.8 мм; краї рівні, зубчасті на верхівці. Вид дводомний. Коробочкові ніжки червоно-бурі, 2–3.5 см. Коробочка похила, червоно-коричнева, циліндрична, 1.5–2 мм.